# 大穆瓦约夫尔
大穆瓦约夫尔（法語：Moyeuvre-Grande，法語發音：[mwajœvʁ ɡʁɑ̃d]；洛林法兰克语：Grooss-Moderen；洛林语：Moyeuf）是法国摩泽尔省的一个市镇，位于该省西部，临近小穆瓦约夫尔，属于蒂永维尔区。

## 地理
大穆瓦约夫尔（49°15'10"N, 6°2'45"E）面积9.59 平方千米，位于法国大東部大區摩泽尔省，该省份为法国东北部内陆省份，是洛林的一部分，西南接默尔特-摩泽尔省，东临下莱茵省，北与卢森堡和德国接壤。
与大穆瓦约夫尔接壤的市镇（或旧市镇、城区）包括：阿夫里勒、热夫、阿姆内维尔、蒙图瓦拉蒙塔涅、小穆瓦约夫尔、朗格沃、龙巴、罗斯朗日、瓦勒德布里埃。

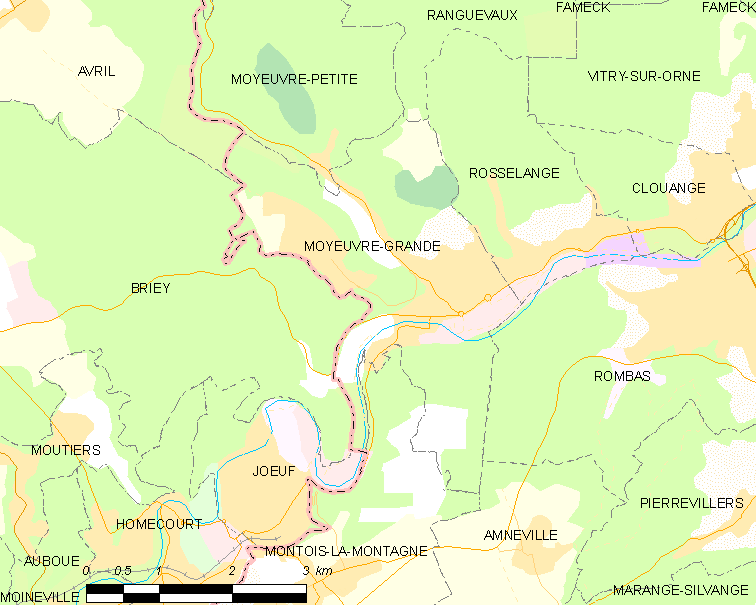
大穆瓦约夫尔的OSM定位图

大穆瓦约夫尔的时区为UTC+01:00、UTC+02:00（夏令时）。

## 行政
大穆瓦约夫尔的邮政编码为57250，INSEE市镇编码为57491。

## 政治
大穆瓦约夫尔所属的省级选区为阿扬日县。

## 人口

1962-2008年间大穆瓦约夫尔人口变化图示

大穆瓦约夫尔于2022年1月1日时的人口数量为7320人。